# Xanthorhoe dentilinea
Xanthorhoe dentilinea là một loài bướm đêm trong họ Geometridae.